# Javorek
Javorek (německy Jaworek) je obec v okrese Žďár nad Sázavou v kraji Vysočina. Žije zde 99 obyvatel.

## Historie
První písemná zmínka o obci pochází z roku 1364, kdy bratři Petřín a Jindřich z Javorku prodali Archlebovi z Kunštátu a Stařechovic ves Javorek. Javorek později patřil k jimramovskému panství. V obci je i rychta, v roce 1809 vyhořela a musela být znovu vybudována. Nedaleko obce se těžila v letech 1814–1872 železná ruda, byly zde vybudovány doly Kristina a Michal. V roce 1831 řádila v obci cholera, pro velké množství zemřelých byl nedaleko obce zřízen zvláštní hřbitov.
V roce 1976 byl Javorek přičleněn k Jimramovu, v roce 1990 se opět osamostatnil. Mezi roky 2006–2010 byl starostou Emil Žák, v letech 2010–2014 Ing. Jiří Kalášek a od roku 2014 Bc. Miroslav Škapa.
| Rok            | 1869 | 1880 | 1890 | 1900 | 1910 | 1921 | 1930 | 1950 | 1961 | 1970 | 1980 | 1991 | 2001 | 2006 | 2013 |
| Počet obyvatel | 321  | 299  | 283  | 304  | 328  | 289  | 257  | 165  | 134  | 137  | 110  | 92   | 106  | 110  | 108  |

## Pamětihodnosti
- Zvonička
- Rychta
- Husův pomník z roku 1921 od sochaře Julia Pelikána
- Zřícenina hradu Skály (též nazývaný Štarkov)
- Přírodní vyhlídka zvaná Prosička (739 m n. m.)

## Organizace v obci
Sbor dobrovolných hasičů byl v Javorku založen v roce 1920, první veřejné cvičení a příjem do svazu bylo dne 4. září 1921. V roce 1928 bylo vybudováno hasičské skladiště. Kromě výcviku pořádal hasičský sbor i kulturní akce, plesy, výlety a samozřejmostí bylo i ochotnické divadlo. V období od založení sboru do roku 1960 měl sbor nejméně 16 závažných výjezdů k požárům. Sbor každoročně k jaru pořádá Petrklíčový bál a v létě tradiční Javorskou lávku.

## Významné osobnosti
- Jan Beneš (* 1873), malíř, zabýval se dekorativním uměním a interiéry
- Rudolf Němec (malíř) (1936–2021), malíř, krajinář

## Galerie

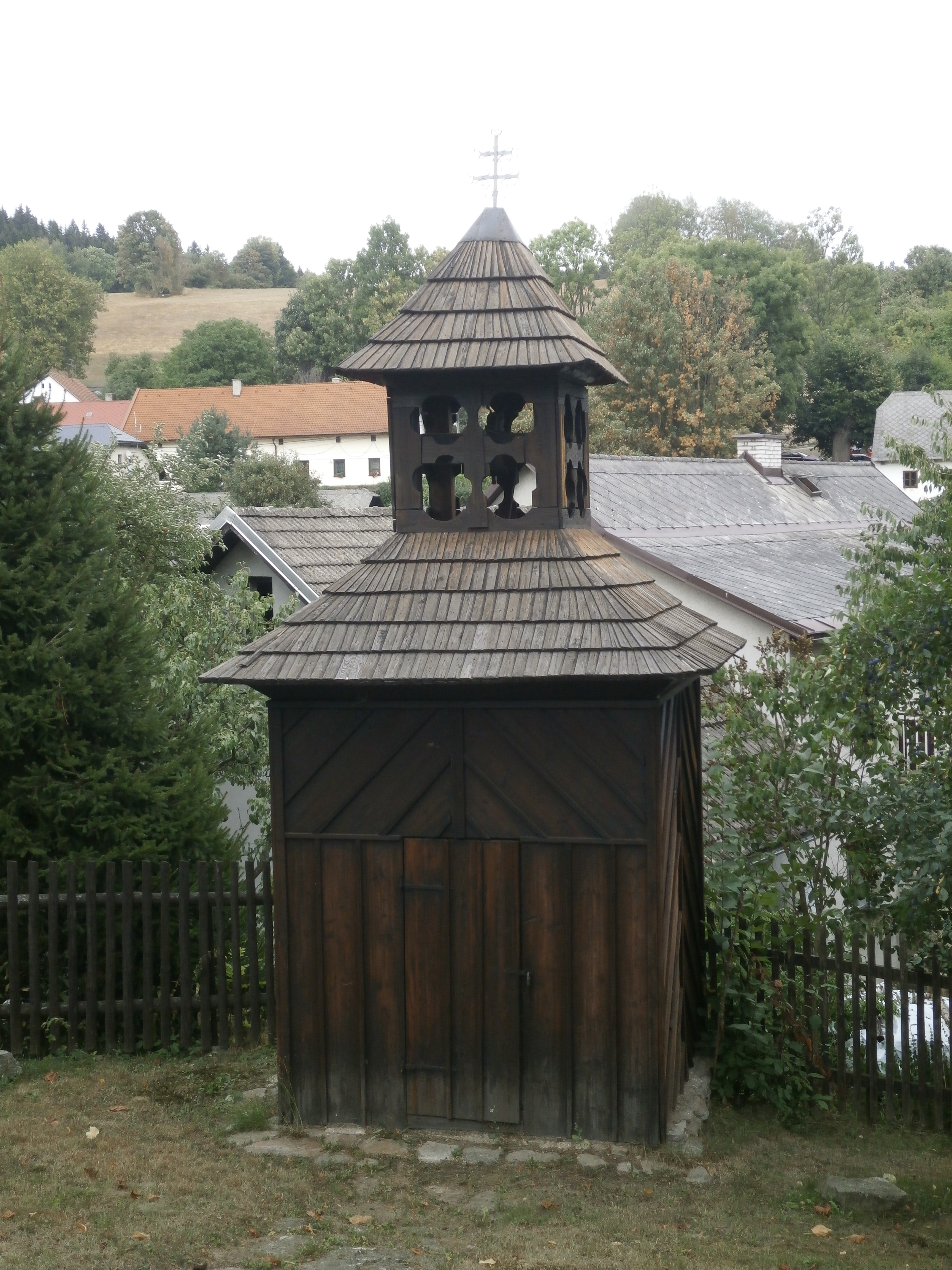
Zvonička
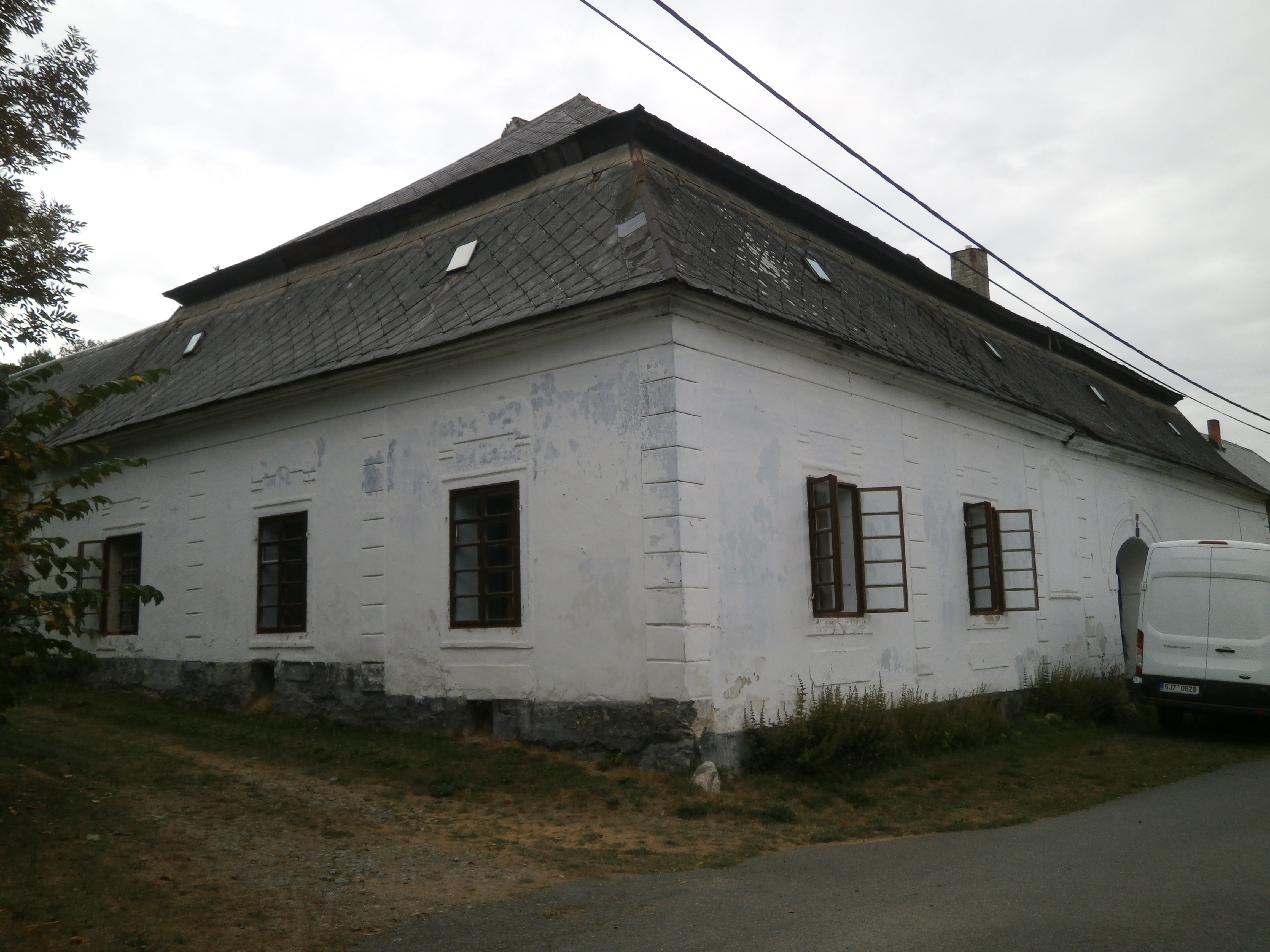
Rychta, č.p. 22
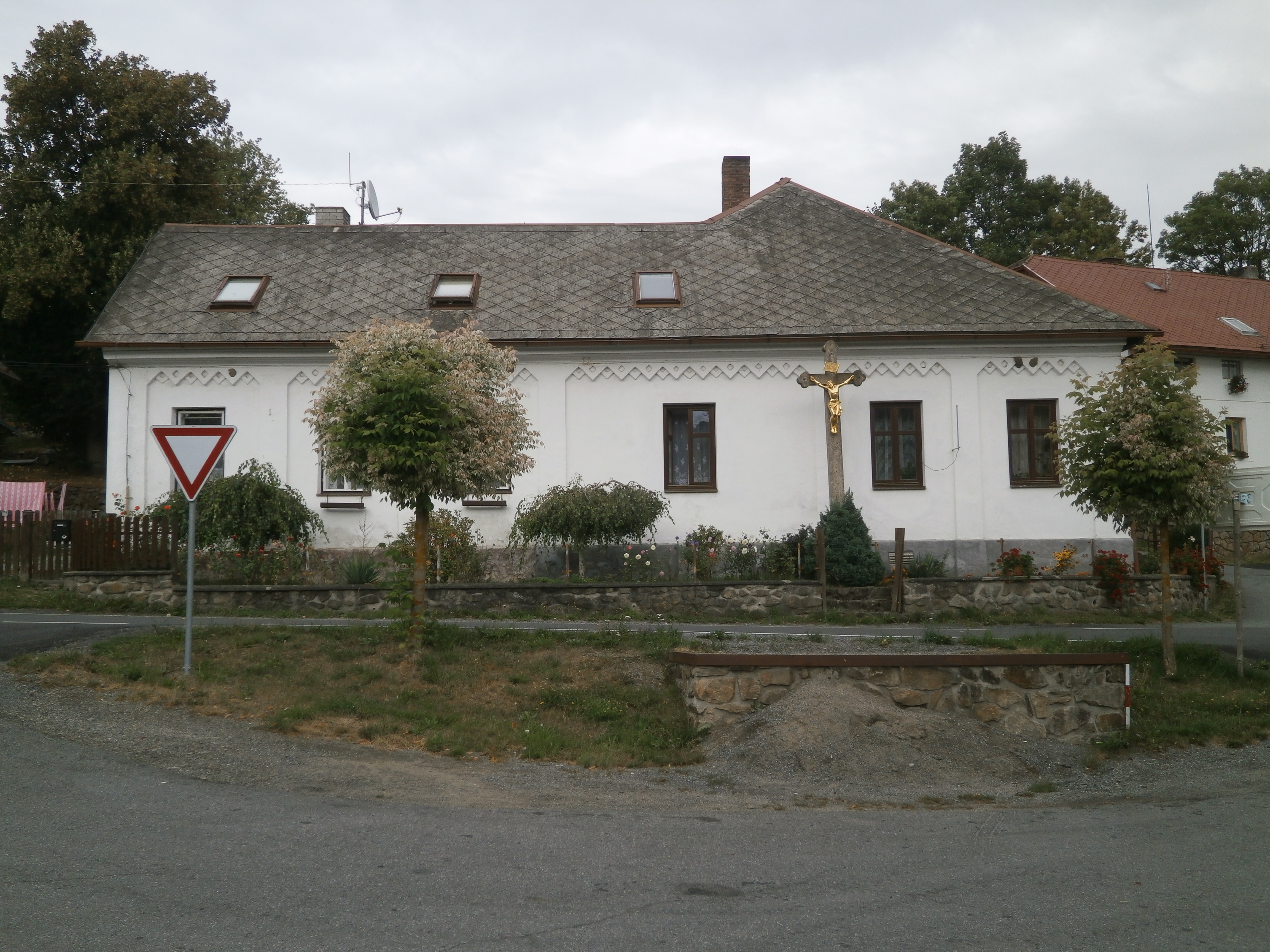
Dům č.p. 13 a krucifix na návsi
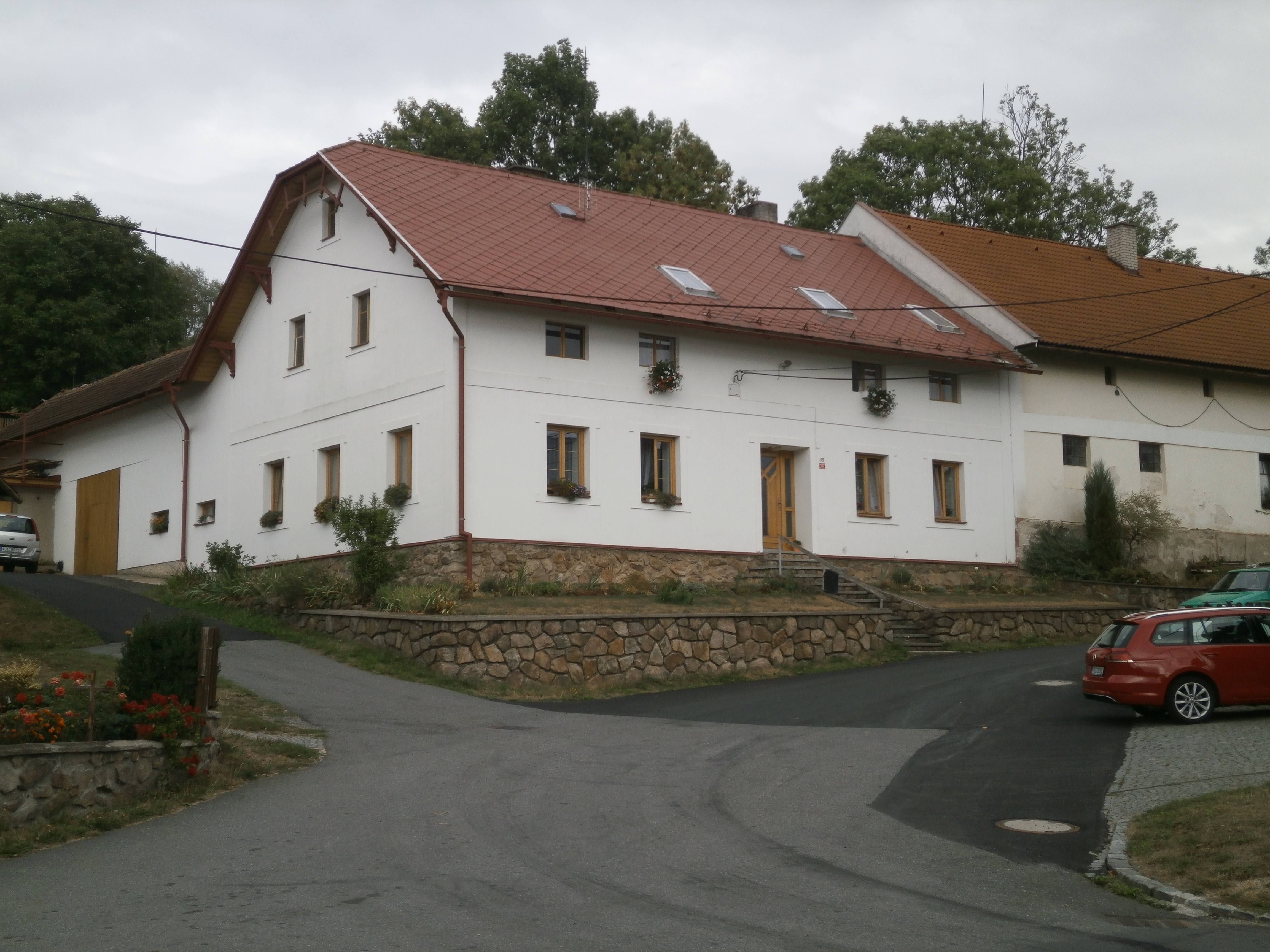
Dům č.p. 35 na návsi
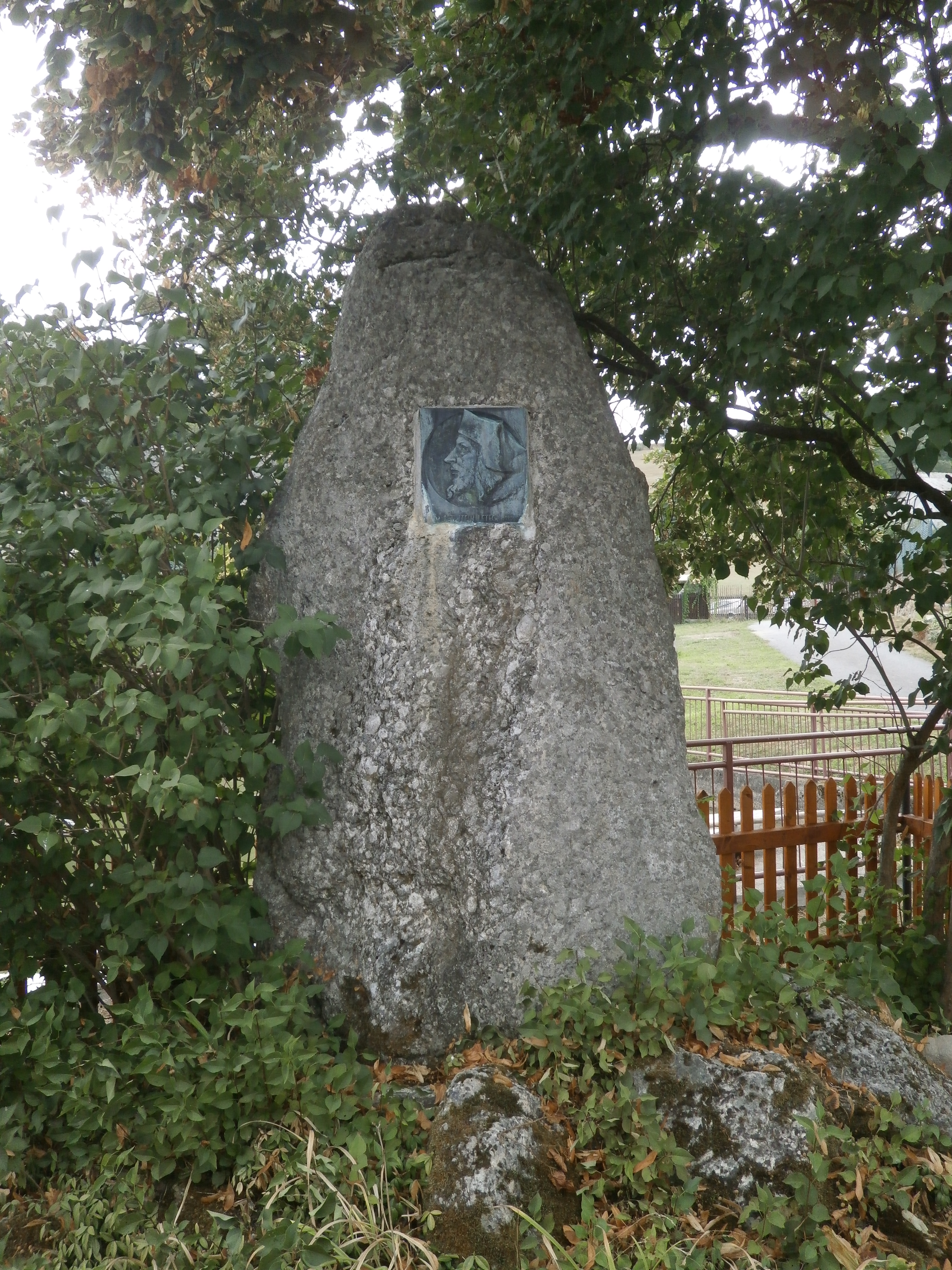
Pomník Jana Husa